# Dreams Never End
«Dreams Never End» es la primera canción de New Order de su primer álbum Movement, que fue lanzado el 13 de noviembre de 1981. La canción fue incluida más adelante como la segunda vía en el álbum recopilatorio The Best of New Order, lanzado en los Estados Unidos en marzo de 1995. Esta canción no aparece en la versión internacional, publicada en noviembre de 1994.

## Antecedentes
Después de la muerte de Ian Curtis, el cantante de Joy Division en 1980, los miembros supervivientes formaron New Order con el batería Stephen Morris y su novia y futura esposa, Gillian Gilbert. Los miembros de la banda en disputa sobre quién debería ocupar el papel de vocalista. Los tres miembros estaban en la pelea, pero desde Bernard Sumner, sonaba significativamente diferente de la voz de Curtis, los otros miembros optaron por él para tomar el papel, con ganas de sonido de New Order se distinga de Joy Division.